# Tamara (manga)
Tamara (タマラ?) è un manga shōjo di Fuyumi Sōryō. Pubblicato originariamente da Kōdansha sulla rivista Bessatsu Friend e stampato in volume unico nel 2004, è stato introdotto in Italia da Star Comics nel 2005.

## Trama
Alla vigilia dell'attesa sfilata in cui verrà esibita la misteriosa collana Dea della notte, che le leggende vogliono essere maledetta e portatrice di morte per chiunque la indossi, la modella Tamara Asabuki costringe l'impacciata sarta Tome Tennoji ad ospitarla a casa sua, dopo aver perso tutti i propri averi nei casinò d'Europa. La convivenza risulta difficile per le due ragazze, dato il carattere battagliero di Tamara, che anche sul lavoro non rinuncia a battibeccare con Tome e con Karen, la navigata modella che indosserà la Dea della notte.
Durante l'evento tanto atteso Karen muore. La rivale di Tamara sembra essere morta in un incidente che avrebbe coinvolto i macchinari della scenografia. Poco dopo muore, apparentemente suicida, anche Kamane, capo di Tome e curatore della sfilata. L'inspiegabile scomparsa dello stilista spinge Tome ad interrogarsi su quanto successo alla sfilata e Tamara ad accettare l'invito della sospetta Yuko Teshigawara, proprietaria della Dea della notte, ad ammirare lo zaffiro maledetto. Questa occasione permette a Tamara di smascherare Teshigawara e rendere nota la sua condotta criminale. La donna si è infatti macchiata delle morti di moltissime modelle, di cui la ricca aristocratica avrebbe poi bevuto il sangue, convinta di poter così ringiovanire. Questo riprovevole trattamento di bellezza l'ha portata ad uccidere Karen e Kamane; la prima poiché, a conoscenza dei crimini di Teshigawara, ne aveva approfittato per ricattare per anni la facoltosa ex-modella, e Kamane perché, scoperta la vera responsabile della morte di Karen, aveva cercato di convincere Yuko Teshigawara a costituirsi.
Qualche tempo dopo Tome e Tamara partono per Parigi, ospiti di un'amica della modella che ha acquistato un castello. Ellen, proprietaria del maniero francese, racconta alle due amiche di voler trasformare l'edificio in un albergo, sperando di attirare molti turisti grazie ai delitti che vi avvennero secoli prima. La nobildonna Marguerite avrebbe, infatti, ucciso fra quelle mura numerosi amanti, dopo essere impazzita per essere stata rifiutata dall'uomo che amava, il cugino Julian. Dopo essere stata spaventata da una messinscena notturna, Tome ritrova nel fossato il corpo di uno degli attori assoldati da Ellen, Jean. Convocati sul posto i due agenti Jinno e Kamoi, già coinvolti nelle indagini del caso Teshigawara, nel corso della notte muore anche Charles, che scompare tra le acque del fossato. Provata dagli eventi, Ellen va a dormire ossessionata dall'idea di aver risvegliato il fantasma di Marguerite. Nonostante la sorveglianza di Kamoi, Ellen viene rapita e trascinata nelle segrete, dove un'apparizione spettrale cerca di ucciderla. A salvare la giovane sono Tome, cui un ragazzo evanescente suggerisce di cercare l'amica scomparsa nei sotterranei e Tamara, che affronta il fantasma. Messo ko lo spirito, le due amiche e gli agenti di polizia scoprono di avere di fronte Sophie, la cameriera di Ellen, e Charles, che aveva inscenato la propria morte per poter agire indisturbato. Sophie svela di aver pianificato tutto per una vendetta d'amore: il defunto Jean aveva rinunciato a sposarla per mettersi con la ricca Ellen e questo aveva portato la giovane a pianificare una vendetta di sangue, chiedendo aiuto al fratello Charles e sfruttando le macabre leggende del castello.
Dopo aver risolto anche questo caso, Tome non può che domandarsi chi sia il ragazzo pallido che le ha indicato le segrete, permettendo a lei e a Tamara di salvare la vita di Ellen. Quando si accorge che è ritratto in uno dei quadri appesi alle pareti, scopre di essere stata aiutata dallo spirito di Julian, il cugino di Marguerite. Dopo queste avventure, le due amiche-nemiche ripartono per il Giappone.